# アルトヴィグ・ドランブール

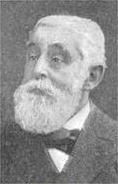
アルトヴィグ・ドランブール

アルトヴィグ・ドランブール（Hartwig Derenbourg, 1844年6月17日 - 1908年4月12日）はフランスの言語学者である。言語学者のジョゼフ・ドランブールの息子としてフランスのパリに生まれる。ゲッティンゲン、ライプツィヒで学んだのち、アラビア語を研究する。1879年博士になり、1886年パリの高等研究院でイスラム教学の教授になる。父ジョゼフとともにサアディア・ベン・ヨセフ、アブー・アルワリードの伝記の編著を行ったほか、多数書籍を刊行する。

## 著書
- Le Dinan de Nabiga Dhobyani
- Le Livre de Sibawaih (2 vols., Paris, 1881-1889)
- Chrestomathie élémentaire de l'Arabe littéral (in collaboration with Spiro, 1885; 2nd ed., 1892)
- Ousama ibn Mounkidh, un emir syrien (1889)
- Ousama ibn Mounkidh, preface du livre du baton (with trans., 1887)
- Al-Fakhri (1895)
- Oumdra du Gimen (1897), a catalogue of Arabic MSS. in the Escorial (vol. i., 1884).